# Psammodromus jeanneae
La lagartija colilarga oriental (Psammodromus jeanneae) es una especie de lagartija de la familia Lacertidae, propia del este de España y sudeste de Francia. Incluida anteriormente en la especie P. algirus, estudios recientes de ADN mitocondrial han demostrado ser una nueva especie.
Busak y Lawson (2006) han estimado que el aislamiento reproductivo entre las poblaciones ancestrales de P. algirus a ambos lados del estrecho de Gibraltar ocurrió hace unos 2,98-3,23 millones de años y que la separación entre P. manuelae y P. jeanneae hace 1,4-1,54 millones de años. Una alternativa a este escenario lo ha formulado Carranza et al. (2006), según el cual la separación entre los dos clados de la península ibérica habría tenido lugar hace 3,6 millones de años y la separación entre el clado occidental, P. manuelae, y el norteafricano, P. algirus, hace 1,9 millones de años.

## Descripción
Coloración del dorso pardo clara, pardo cobriza u olivácea, con dos líneas supraciliares y otras dos supralabiales blancuzcas o amarillentas, con una banda negruzca entre ellas. En algunas poblaciones línea vertebral oscura. Ocelos axilares de color azulado, de tamaño decreciente hacia la parte posterior, menores que en P. manuelae. Los ocelos están rodeados de negro. Los machos grandes presentan en primavera los lados de la cabeza y la garganta de color naranja y amarillo. Costados de escasa coloración negra y con disposición irregular.

## Bibiliografía
- Psammodromus jeanneae en The Reptiles Database Visto el 29/10/2009.
- Estatus de conservación: Amori, G., Hutterer, R., Krystufek, B., Yigit, N., Mitsani, G. & Muñoz, L. J. P. 2008. Psammodromus manuelae. In: IUCN 2009. IUCN Red List of Threatened Species. Version 2009.1.<www.iucnredlist.org>. (LC) Consultado el 29 de octubre de 2009.
- (es) Psammodromus jeanneae, en la Enciclopedia Virtual de los Vertebrados Españoles. Salvador A. Martínez-Solano. I (Eds.). Museo Nacional de Ciencias Naturales, Madrid. Archivo en pdf. Visto el 30 de octubre de 2009.